# Comité Paralímpico Nacional Congoleño
El Comité Paralímpico Nacional Congoleño es el comité paralímpico nacional que representa a la República del Congo. Esta organización es la responsable de las actividades deportivas paralímpicas en el país. Es miembro del Comité Paralímpico Internacional y del Comité Paralímpico Africano.